# Luigi Gualterio

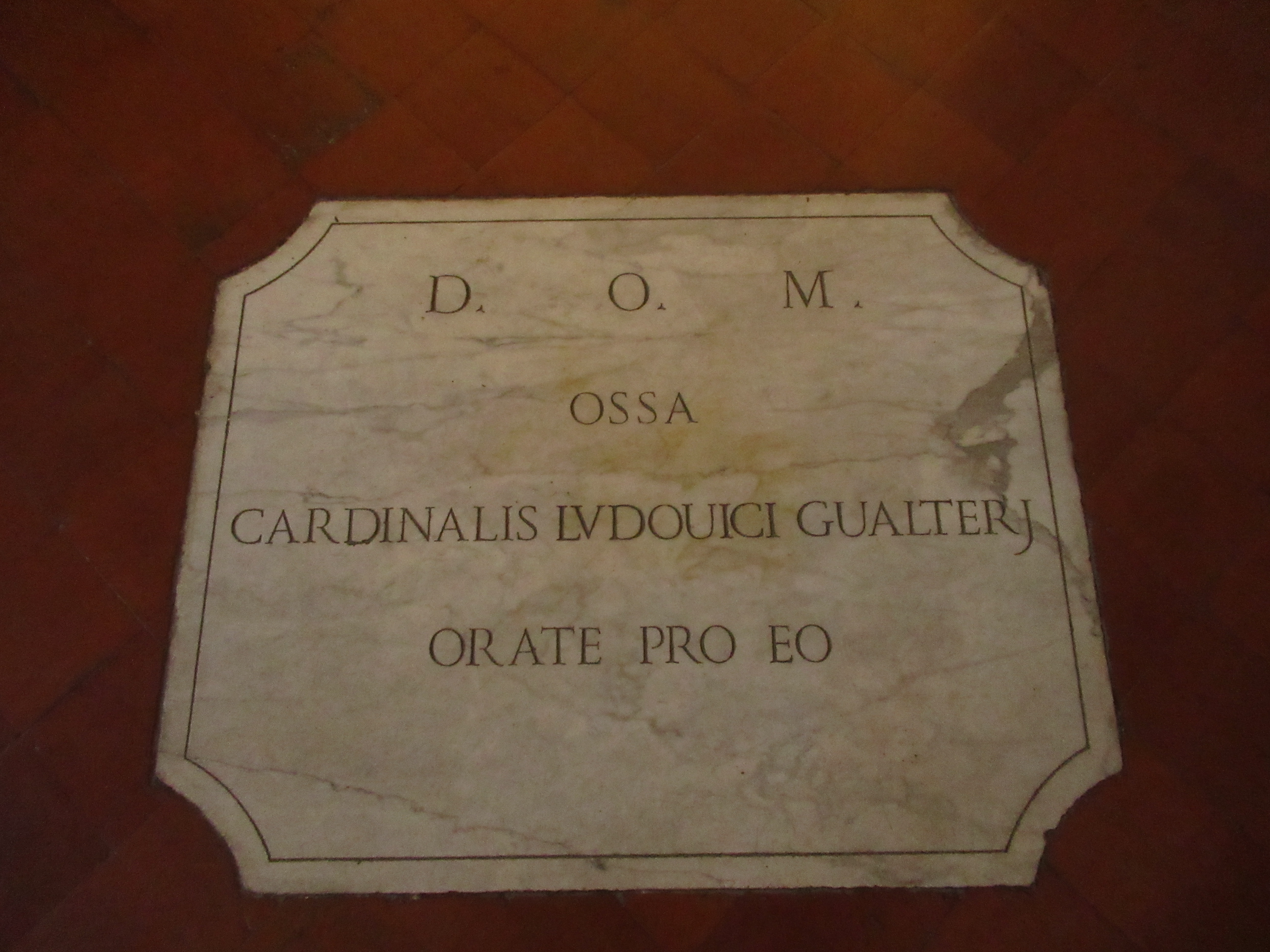
La sepoltura del cardinale Luigi Gualterio nella chiesa di San Giovanni a Porta Latina di Roma.

Luigi Gualterio (Orvieto, 12 ottobre 1706 – Frascati, 24 luglio 1761) è stato un cardinale e arcivescovo cattolico italiano.

## Biografia
Figlio di Giovanni Battista e Giulia Staccoli, nacque a Orvieto il 12 ottobre 1706. Alla sua famiglia appartenevano altri due cardinali: Carlo Gualterio e Filippo Antonio Gualterio.
Frequentò gli studi superiori a Roma, dapprima nel Collegio Clementino e poi all'Università la Sapienza, ove ottenne il dottorato in utroque iure nel 1730.
La sua carriera ecclesiastica iniziò come vice legato a Ferrara (da febbraio 1731) e continuò come governatore di Spoleto, dal 28 marzo 1735. Il 9 aprile 1739 fu trasferito a Malta con gli incarichi di inquisitore e delegato apostolico.
Gualterio ricevette l'ordinazione sacerdotale il 30 novembre 1742 e poco più di un anno dopo, il 16 dicembre 1743, fu nominato arcivescovo titolare di Mira. Fu consacrato vescovo da papa Benedetto XIV nel palazzo del Quirinale il 19 gennaio 1744.
In qualità di arcivescovo titolare ottenne gli importanti incarichi di nunzio apostolico a Napoli (21 marzo 1744) e in Francia (2 marzo 1754).
Fu creato cardinale-presbitero da papa Clemente XIII nel concistoro del 24 settembre 1759. Il 24 marzo 1760 ottenne il titolo di San Giovanni a Porta Latina.
Morì il 24 luglio 1761 a Villa Taverna nei pressi di Frascati. I suoi resti riposano nella chiesa di San Giovanni a Porta Latina di Roma.

## Genealogia episcopale e successione apostolica
La genealogia episcopale è:
- Cardinale Scipione Rebiba
- Cardinale Giulio Antonio Santori
- Cardinale Girolamo Bernerio, O.P.
- Arcivescovo Galeazzo Sanvitale
- Cardinale Ludovico Ludovisi
- Cardinale Luigi Caetani
- Cardinale Ulderico Carpegna
- Cardinale Paluzzo Paluzzi Altieri degli Albertoni
- Papa Benedetto XII
- Papa Benedetto XIV
- Cardinale Luigi Gualterio

La successione apostolica è:
- Vescovo Henri Hachette des Portes, O.Carm. (1755)